# Mérélessart
Mérélessart est une commune française située dans le département de la Somme, en région Hauts-de-France.

## Géographie

### Localisation
Mérélessart est un village picard du Vimeu.
À vol d'oiseau, la localité est située à 6 km à l'ouest d'Airaines, 7 km au nord-est de Oisemont, 15 km au sud d'Abbeville et à 33 km au nord-ouest d'Amiens.
Le territoire de la commune est limitrophe de ceux de quatre communes.
Les communes limitrophes sont Wiry-au-Mont, Allery, Citerne et Hallencourt.

### Hydrographie
La commune est située dans le bassin Artois-Picardie. Elle n'est drainée par aucun cours d'eau.

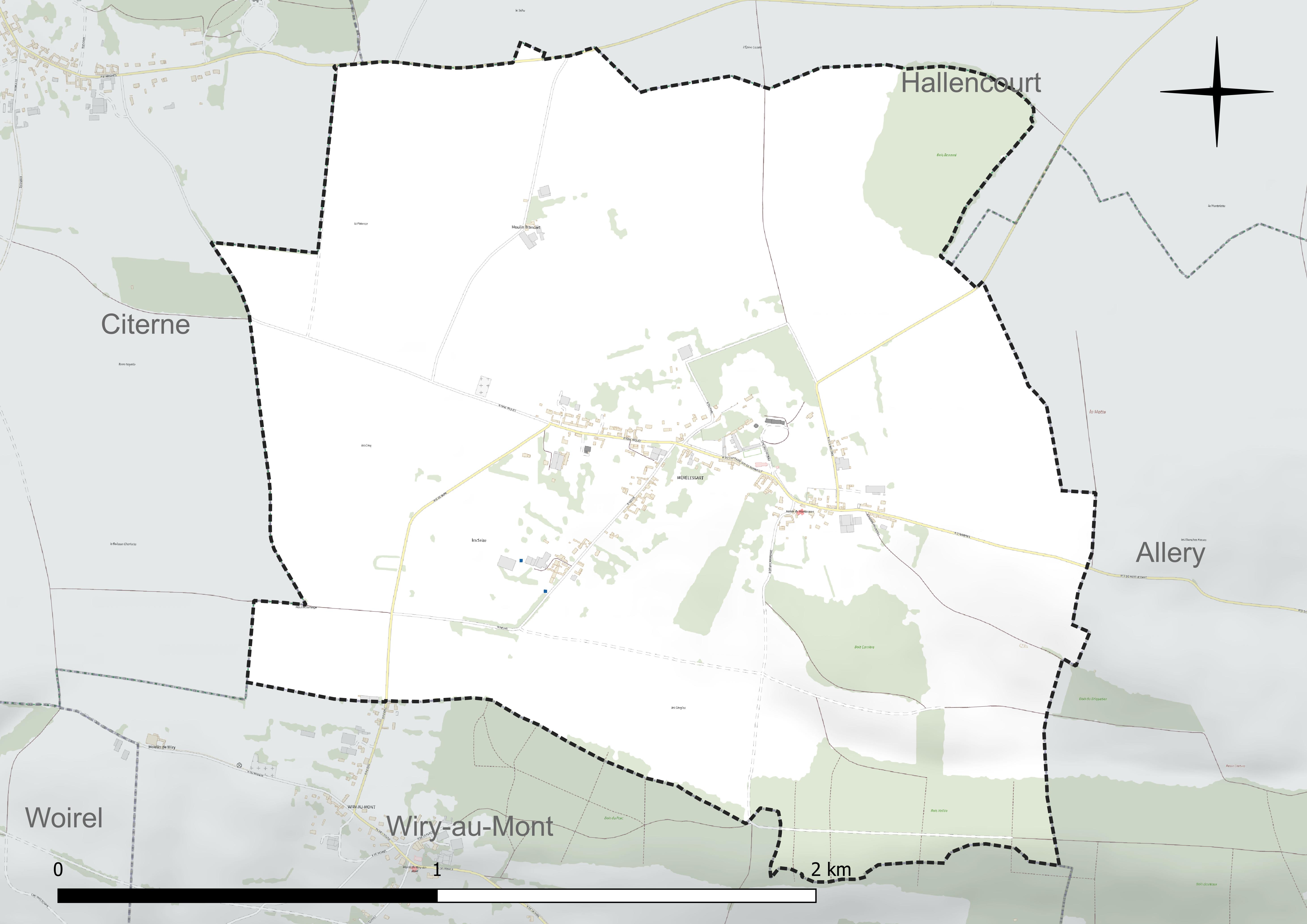
Réseau hydrographique de Mérélessart.

### Climat
Pour des articles plus généraux, voir Climat des Hauts-de-France et Climat de la Somme.
En 2010, le climat de la commune est de type climat océanique altéré, selon une étude du CNRS s'appuyant sur une série de données couvrant la période 1971-2000. En 2020, Météo-France publie une typologie des climats de la France métropolitaine dans laquelle la commune est exposée à un climat océanique et est dans la région climatique Côtes de la Manche orientale, caractérisée par un faible ensoleillement (1 550 h/an) ; forte humidité de l'air (plus de 20 h/jour avec humidité relative > 80 % en hiver), vents forts fréquents.
Pour la période 1971-2000, la température annuelle moyenne est de 10,2 °C, avec une amplitude thermique annuelle de 13,5 °C. Le cumul annuel moyen de précipitations est de 832 mm, avec 12 jours de précipitations en janvier et 8,7 jours en juillet. Pour la période 1991-2020, la température moyenne annuelle observée sur la station météorologique la plus proche, située sur la commune d'Oisemont à 6 km à vol d'oiseau, est de 11,1 °C et le cumul annuel moyen de précipitations est de 801,4 mm,. Pour l'avenir, les paramètres climatiques de la commune estimés pour 2050 selon différents scénarios d'émission de gaz à effet de serre sont consultables sur un site dédié publié par Météo-France en novembre 2022.

## Urbanisme

### Typologie
Au 1er janvier 2024, Mérélessart est catégorisée commune rurale à habitat dispersé, selon la nouvelle grille communale de densité à sept niveaux définie par l'Insee en 2022.
Elle est située hors unité urbaine. Par ailleurs la commune fait partie de l'aire d'attraction d'Amiens, dont elle est une commune de la couronne,. Cette aire, qui regroupe 369 communes, est catégorisée dans les aires de 200 000 à moins de 700 000 habitants,.

### Occupation des sols
L'occupation des sols de la commune, telle qu'elle ressort de la base de données européenne d'occupation biophysique des sols Corine Land Cover (CLC), est marquée par l'importance des territoires agricoles (93,9 % en 2018), une proportion identique à celle de 1990 (93,9 %). La répartition détaillée en 2018 est la suivante : 
terres arables (65,1 %), zones agricoles hétérogènes (23,4 %), forêts (6,1 %), prairies (5,5 %). L'évolution de l'occupation des sols de la commune et de ses infrastructures peut être observée sur les différentes représentations cartographiques du territoire : la carte de Cassini (XVIIIe siècle), la carte d'état-major (1820-1866) et les cartes ou photos aériennes de l'IGN pour la période actuelle (1950 à aujourd'hui).

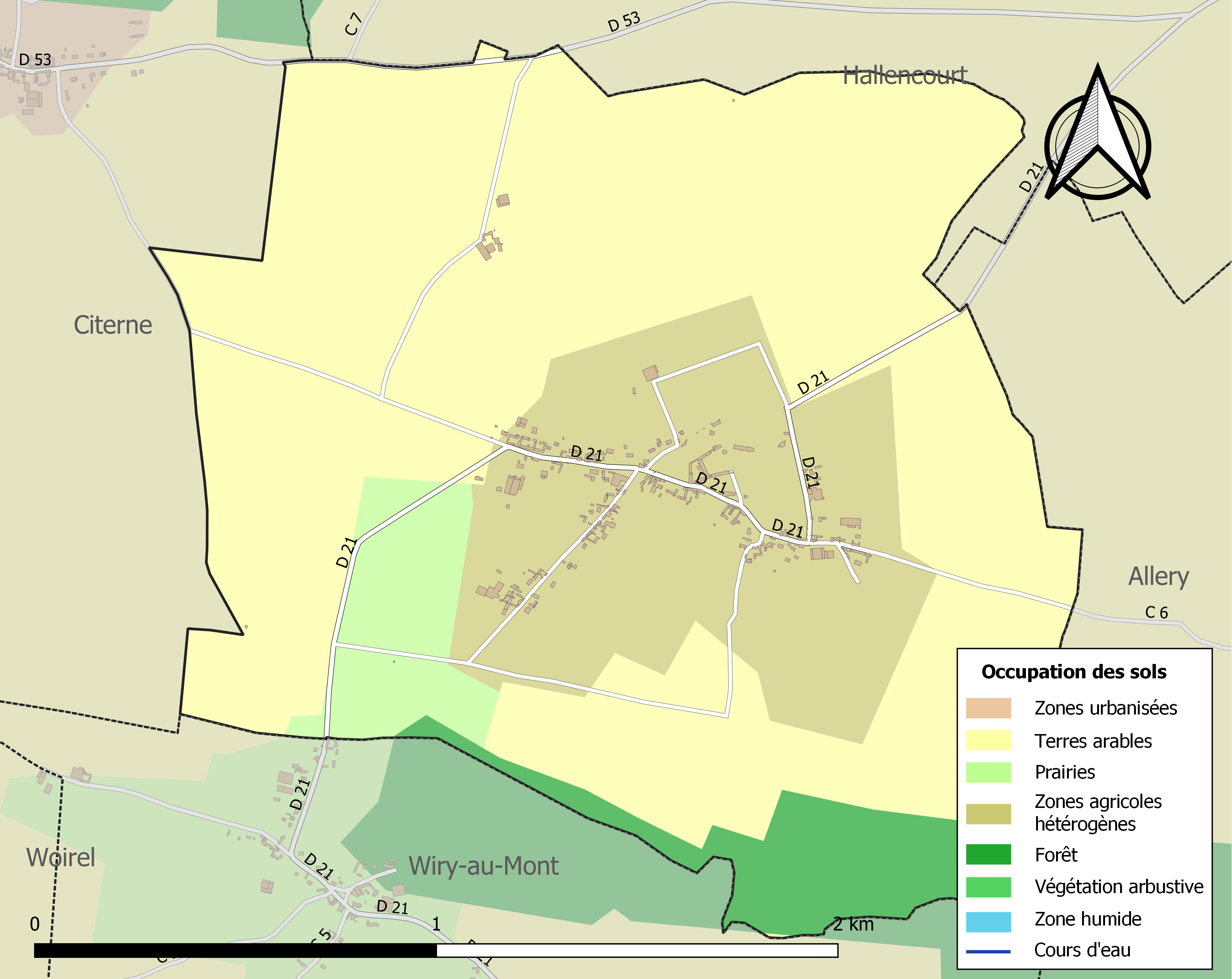
Carte des infrastructures et de l'occupation des sols de la commune en 2018 (CLC).

## Toponymie
Dès 1114, Meslers est relevé, puis Mellers en 1134. Un titre de l'évéché donne Mesrel-Essart en 1147. En 1160, ce sera Mellers in Pontivo dans le cartulaire noir de Corbie.

## Histoire

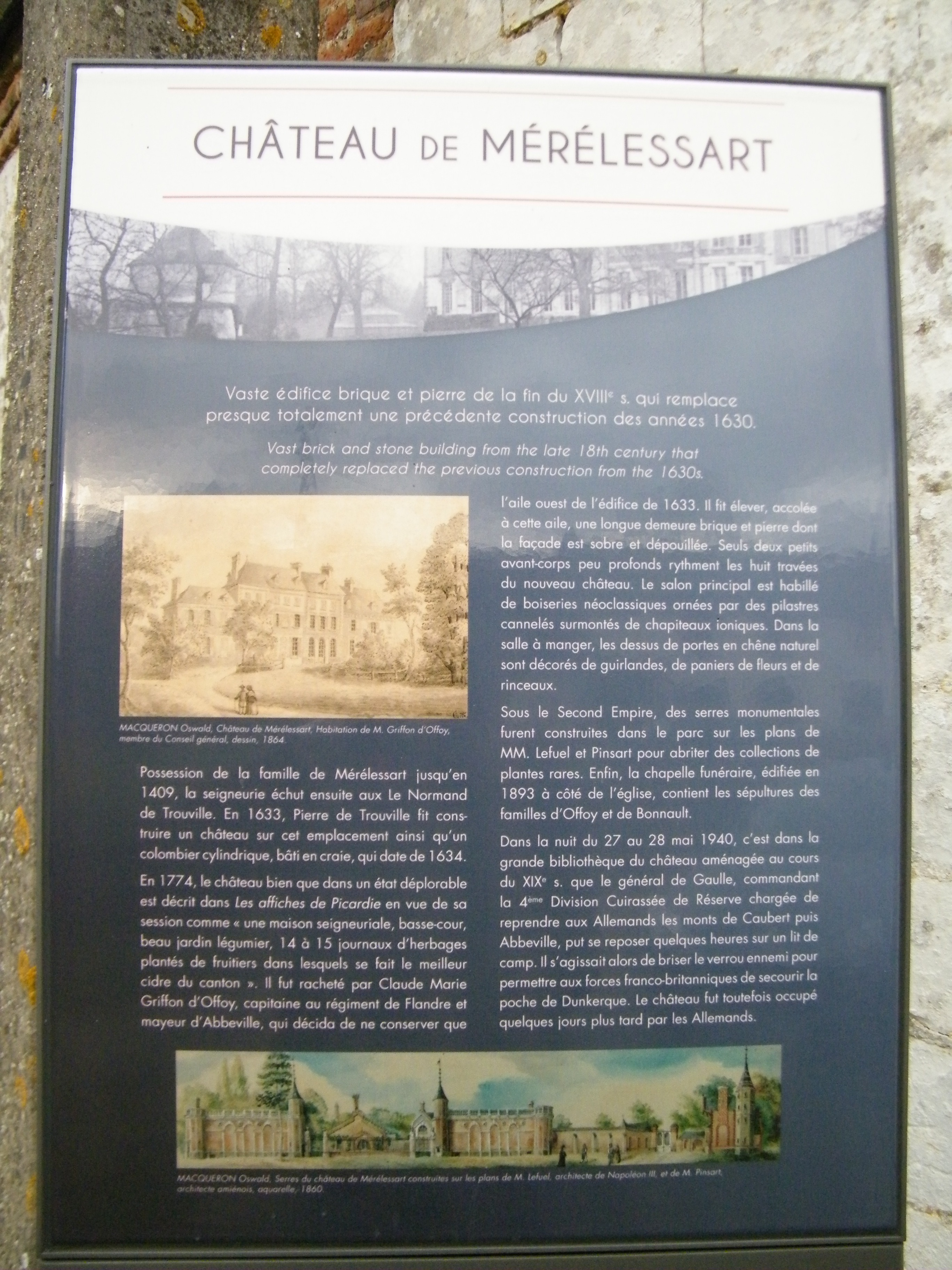
Panneau d'informations près du château.

Le village est la propriété de la famille de Mérélessart jusqu'en 1409. La famille Le Normand de Trouville en devient ensuite propriétaire.
En 1774, le château est acquis par Claude Marie Griffon d'Offoy, mayeur d'Abbeville.
Dans la nuit du 27 au 28 mai 1940, lors de la bataille de France, le colonel de Gaulle se repose dans le château qui sera occupé peu de temps après par les Allemands.

## Politique et administration

### Rattachements administratifs et électoraux
Rattachements administratifs
La commune se trouve dans l'arrondissement d'Abbeville du département de la Somme.
Elle faisait partie depuis 1793 du canton d'Hallencourt. Dans le cadre du redécoupage cantonal de 2014 en France, cette circonscription administrative territoriale a disparu, et le canton n'est plus qu'une circonscription électorale.
Rattachements électoraux
Pour les élections départementales, la commune fait partie depuis 2014 du canton de Gamaches.
Pour l'élection des députés, elle fait partie de la troisième circonscription de la Somme.

### Intercommunamité
Mérélessart était membre de la petite communauté de communes de la Région d'Hallencourt, un établissement public de coopération intercommunale (EPCI) à fiscalité propre créé fin 1995.
Dans le cadre des dispositions de la loi portant nouvelle organisation territoriale de la République du 7 août 2015, qui prévoit que les établissements publics de coopération intercommunale (EPCI) à fiscalité propre doivent avoir un minimum de 15 000 habitants, celle-ci a fusionné avec ses voisines pour former, le 1er janvier 2017, la communauté d'agglomération de la Baie de Somme dont est désormais membre la commune.

### Liste des maires
| Période                                  | Période                   | Identité                         | Étiquette   | Qualité                                                                            |
| ---------------------------------------- | ------------------------- | -------------------------------- | ----------- | ---------------------------------------------------------------------------------- |
| 1857                                     | 1870                      | Aimé Griffon d'Offoy             |             | Propriétaire Conseiller général de Halencourt (1857 → 1870)                        |
|                                          | 1892                      | Vicomte Léon de Bonnault d'Houët |             | Propriétaire Conseiller général de Halencourt (1883 → 1892)                        |
| 1893                                     | 1895                      | Isaïe Niquet                     | Républicain | Manufacturier (fabricant de toiles) Conseiller général de Halencourt (1893 → 1895) |
| Les données manquantes sont à compléter. |                           |                                  |             |                                                                                    |
| 1977                                     | avril 2014                | André Seillier                   |             | Boulanger                                                                          |
| avril 2014                               | En cours (au 3 juin 2020) | Michel Trencart                  |             | Vétérinaire Réélu pour le mandat 2020-2026                                         |

## Population et société

### Démographie
L'évolution du nombre d'habitants est connue à travers les recensements de la population effectués dans la commune depuis 1793. Pour les communes de moins de 10 000 habitants, une enquête de recensement portant sur toute la population est réalisée tous les cinq ans, les populations de référence des années intermédiaires étant quant à elles estimées par interpolation ou extrapolation. Pour la commune, le premier recensement exhaustif entrant dans le cadre du nouveau dispositif a été réalisé en 2008.

En 2022, la commune comptait 187 habitants, en évolution de −5,56 % par rapport à 2016 (Somme : −1,26 %, France hors Mayotte : +2,11 %).
| 1793 | 1800 | 1806 | 1821 | 1831 | 1836 | 1841 | 1846 | 1851 |
| ---- | ---- | ---- | ---- | ---- | ---- | ---- | ---- | ---- |
| 396  | 370  | 427  | 397  | 461  | 457  | 451  | 452  | 453  |

| 1856 | 1861 | 1866 | 1872 | 1876 | 1881 | 1886 | 1891 | 1896 |
| ---- | ---- | ---- | ---- | ---- | ---- | ---- | ---- | ---- |
| 464  | 446  | 432  | 380  | 395  | 394  | 396  | 413  | 410  |

| 1901 | 1906 | 1911 | 1921 | 1926 | 1931 | 1936 | 1946 | 1954 |
| ---- | ---- | ---- | ---- | ---- | ---- | ---- | ---- | ---- |
| 402  | 385  | 366  | 303  | 266  | 254  | 250  | 226  | 231  |

| 1962 | 1968 | 1975 | 1982 | 1990 | 1999 | 2006 | 2008 | 2013 |
| ---- | ---- | ---- | ---- | ---- | ---- | ---- | ---- | ---- |
| 241  | 222  | 223  | 213  | 191  | 184  | 198  | 202  | 200  |

| 2018 | 2022 | - | - | - | - | - | - | - |
| ---- | ---- | - | - | - | - | - | - | - |
| 197  | 187  | - | - | - | - | - | - | - |

### Enseignement
En matière d'enseignement primaire, la compétence scolaire est gérée par la communauté d'agglomération de la Baie de Somme (CABS).

## Culture locale et patrimoine

### Lieux et monuments
- L'église Saint-Martin est connue pour son tableau La Charité de saint Martin[25] inscrit aux Monuments Historiques et restauré entre 2005 et 2006. Cette œuvre fut peinte en 1854 par l'artiste Isidore Patrois.
- Château : édifice construit en brique et pierre, tout en longueur, aux XVIIe, XVIIIe et XIXe siècles. La partie centrale est de la fin du XVIIIe siècle. Il est inscrit aux Monuments historiques depuis 1986. À proximité, s'élève un massif colombier de plan circulaire[17].
- Chapelle funéraire de 1893, près de l'église. C'est la sépulture des propriétaires du château, les familles Griffon d'Offoy et de Bonnault[26].
- Calvaire en fer forgé, érigé derrière l'église, juste sur le côté gauche de l'accès à la chapelle.
- Monument aux morts surmonté d'un coq[27].
- Le village compte encore trois puits[28].

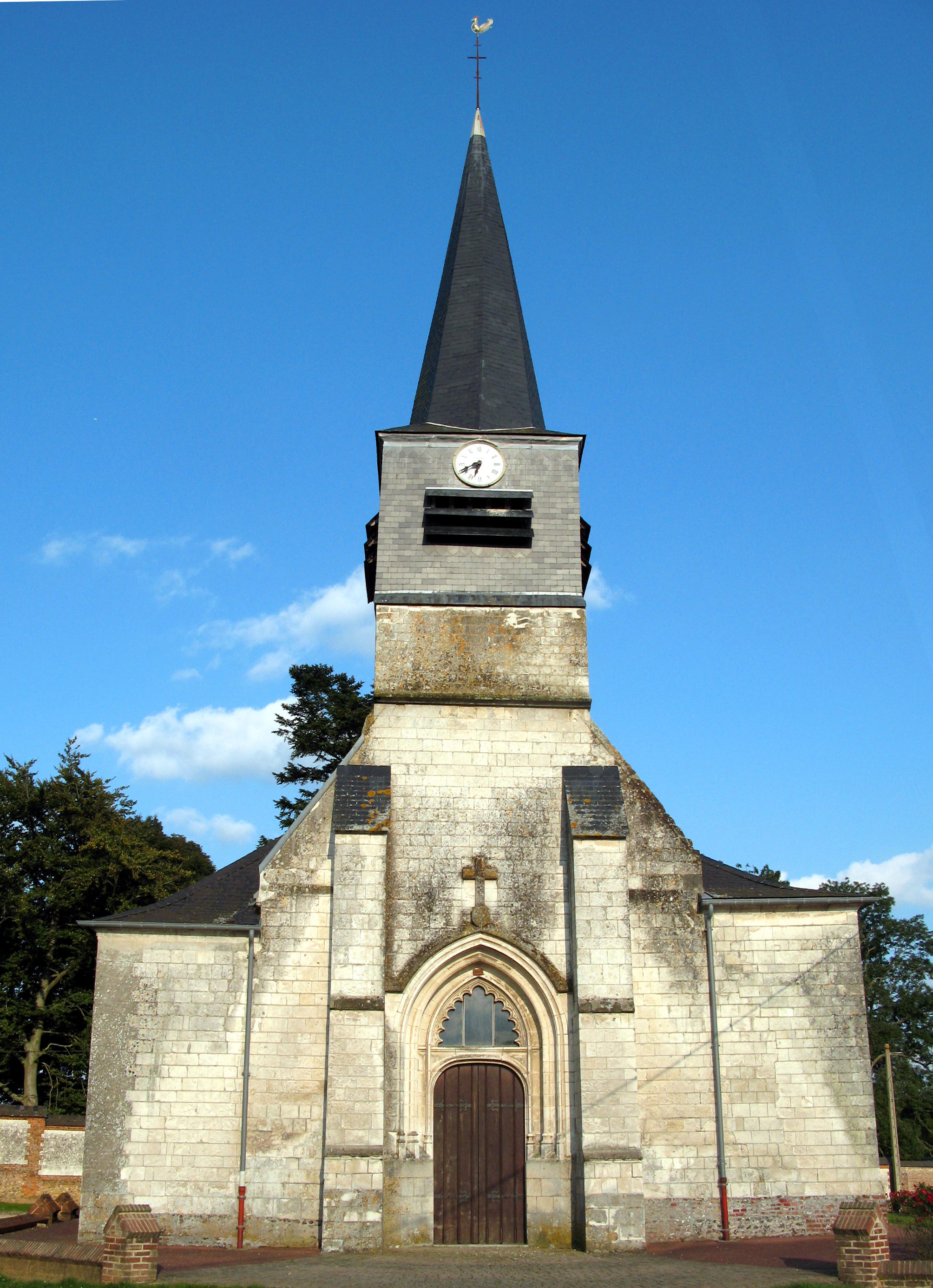
L'église Saint-Martin.
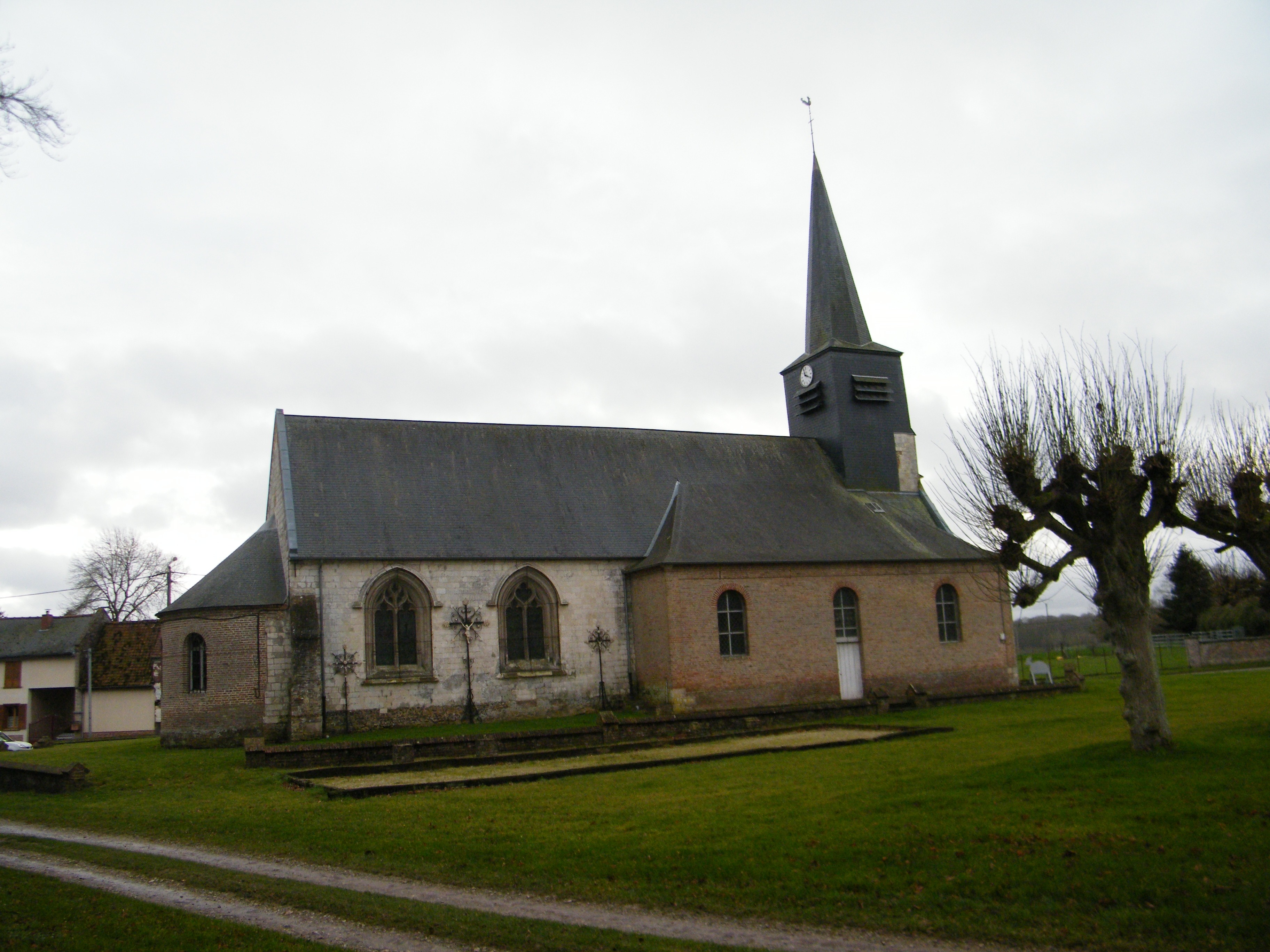
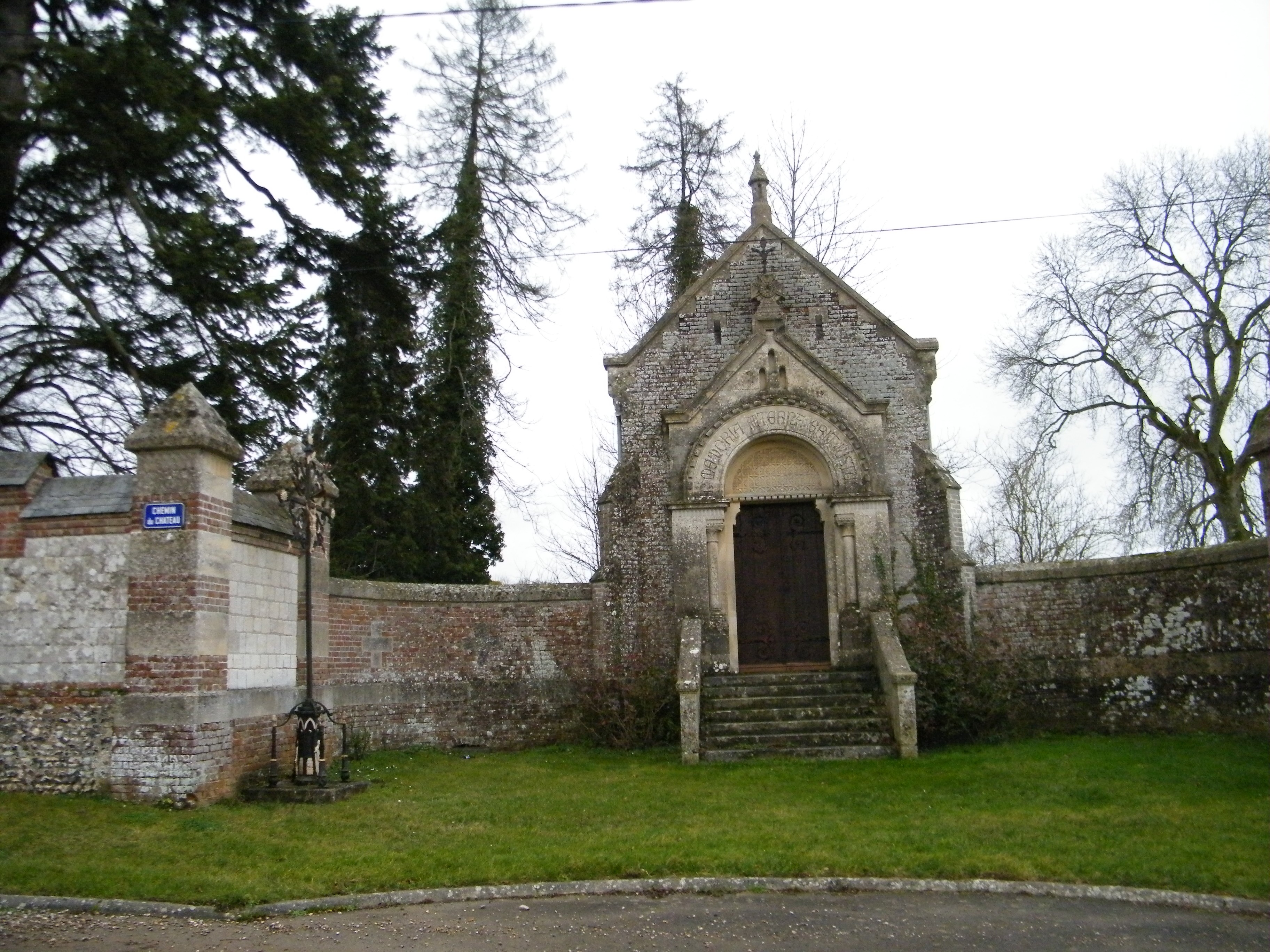
Chapelle funéraire du château.
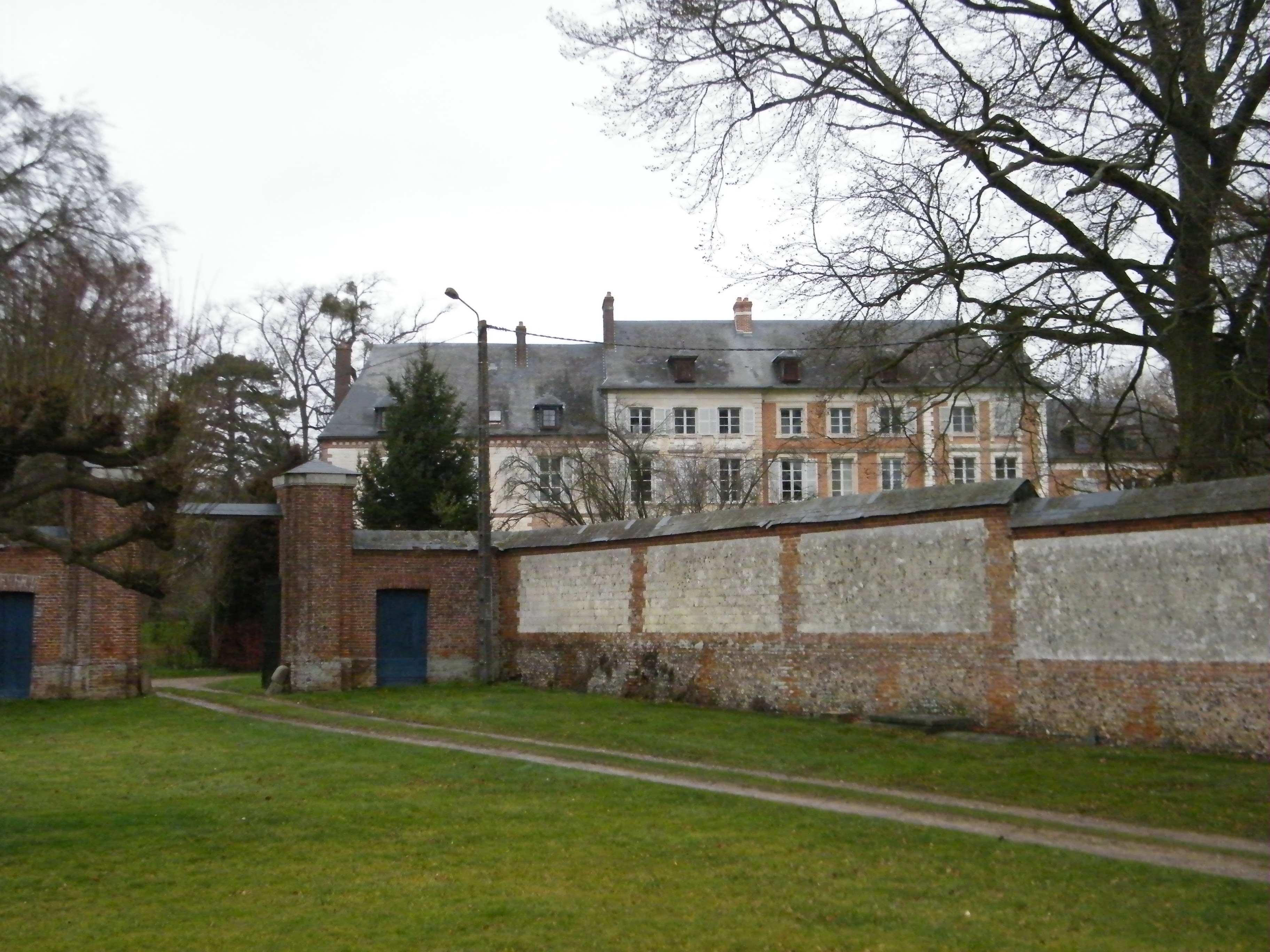
Château vu de l'église.
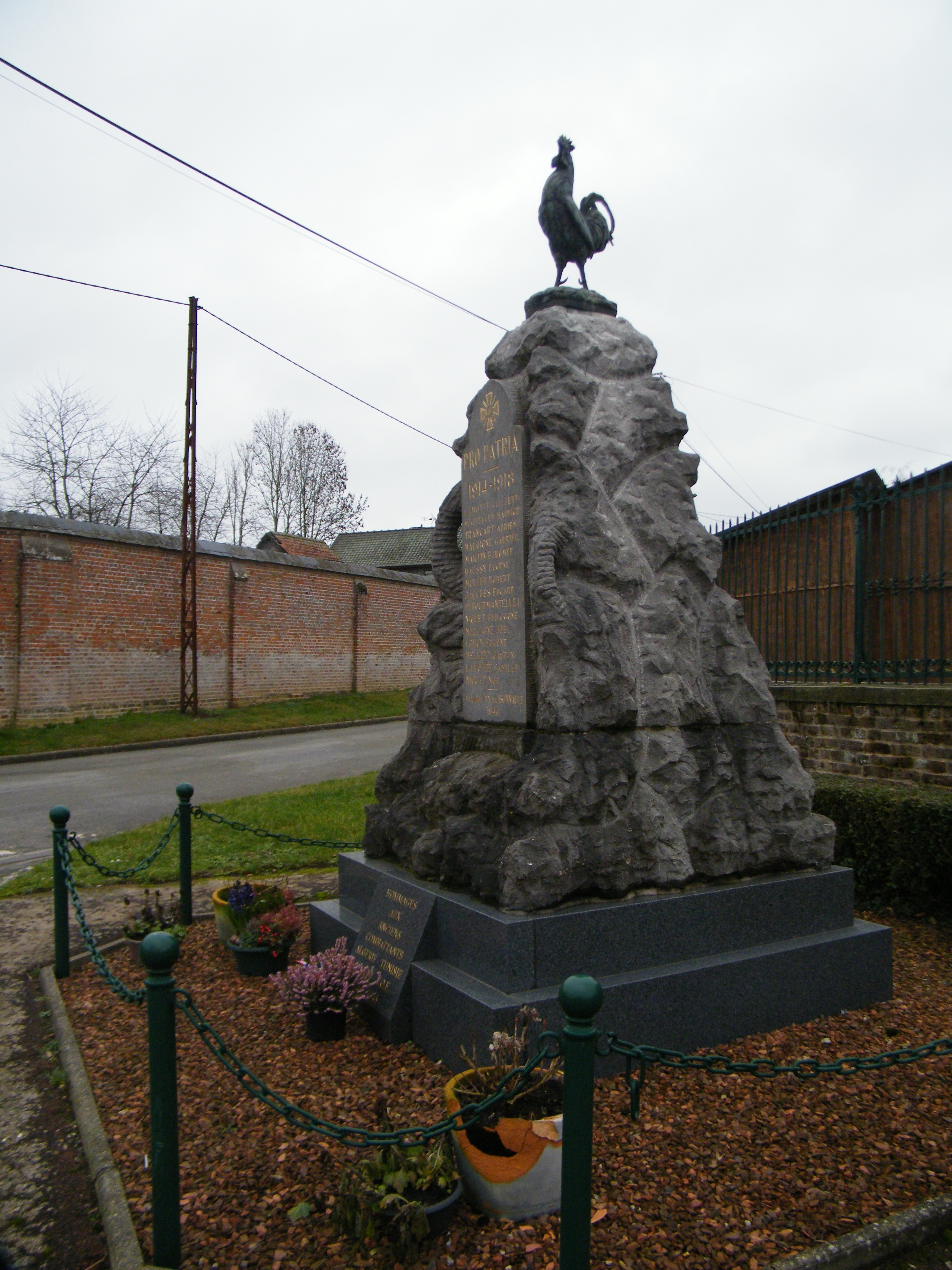
Monument aux morts.
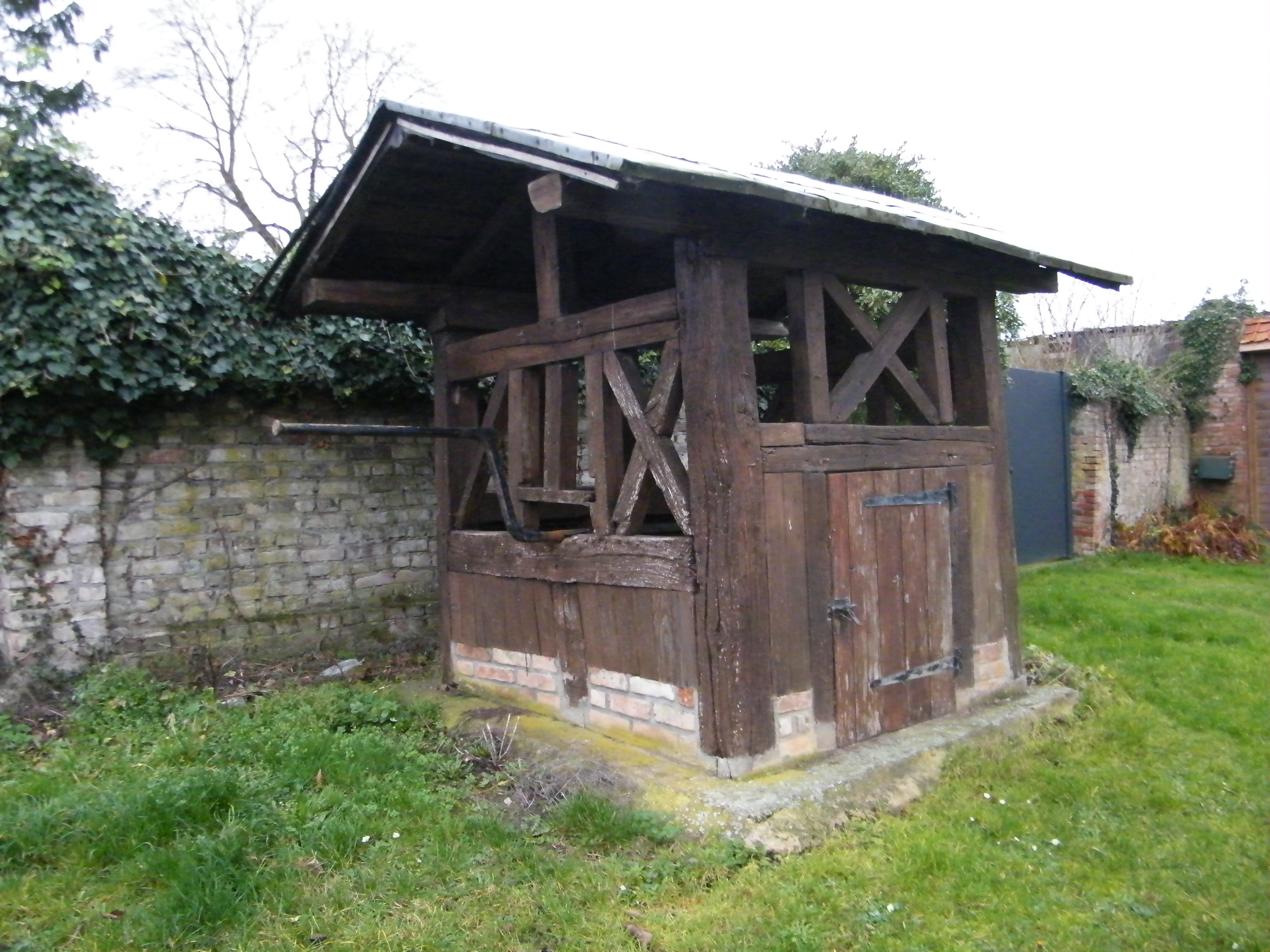
Puits communal.
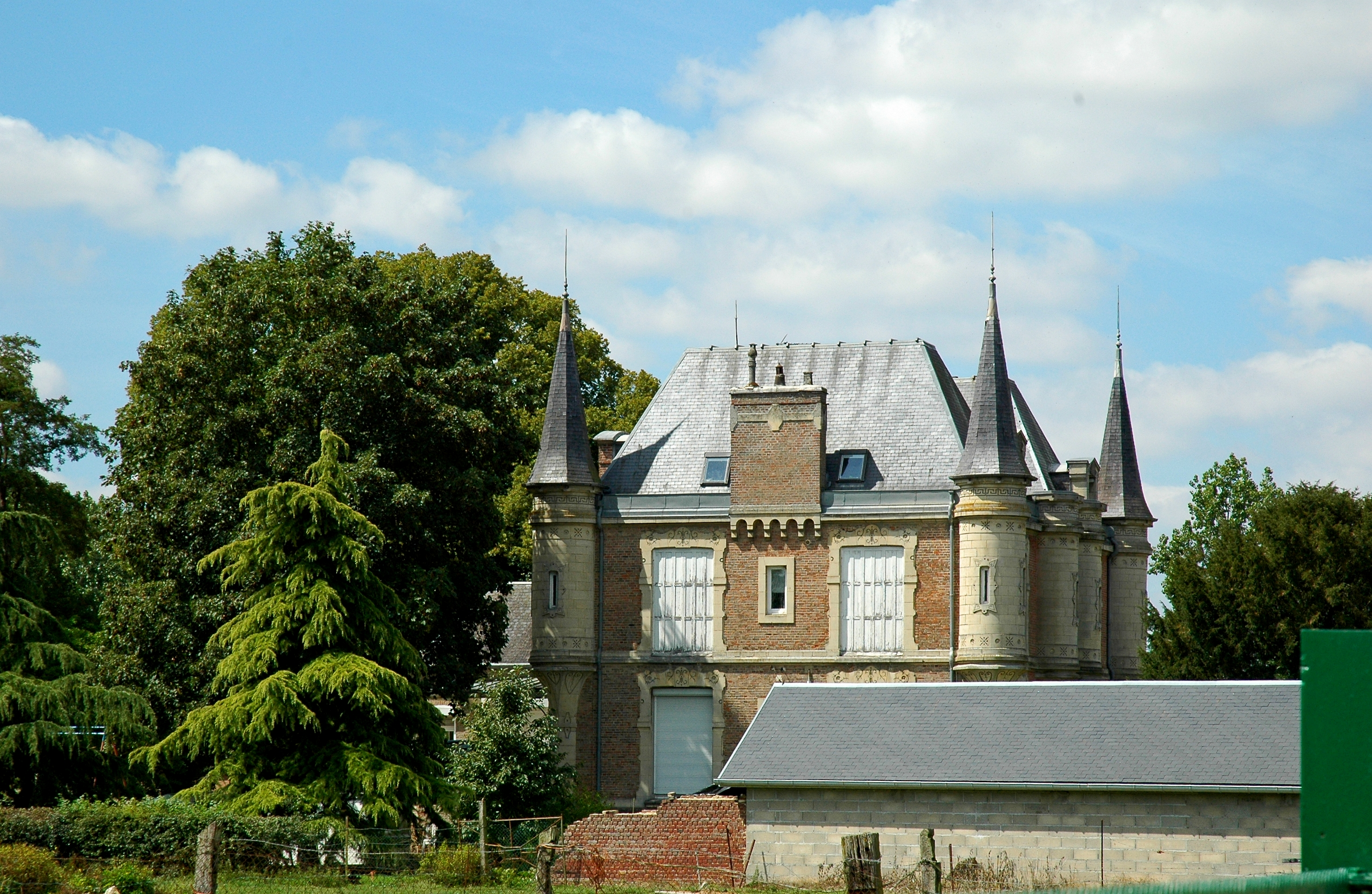
Architecture locale.

### Personnalités liées à la commune
Émile Warré : l'abbé Eloi François Émile Warré est devenu curé de Mérélessart en 1897. Il est connu pour ses importants travaux sur l'apiculture.